# Alen Mašović
Alen Mašović (in serbo Ален Машовић?; Novi Pazar, 7 agosto 1994) è un calciatore serbo, attaccante del Voždovac.

## Carriera
Ha giocato nella prima divisione dei campionati serbo, uzbeko, bosniaco e montenegrino.

## Palmarès

### Competizioni nazionali
- Coppa dell'Uzbekistan: 1

Nasaf Qarshi: 2022